# Lista över rollfigurer i De vandrande städerna och Fever Crumb
En lista över de viktigaste rollfigurerna i De vandrande städerna och Fever Crumb.

## Huvudpersoner

### Hester Shaw
Hester Shaw är en ung flicka. I filmen Mortal Engines spelas Hester av Hera Hilmar.

### Tom Natsworthy
Tom Natsworthy är en gillesmedlem av Londons historiker. I filmen spelas han av Robert Sheehan.

### Anna Fang
Anna Fang är en aviator. I filmen spelas hon av Jihae.

### Wren Natsworthy
Wren Natsworthy är dotter till Tom och Hester. Hon medverkar i Grön storm och Där världen slutar.

### Theo Ngoni
Theo Ngoni är aviator. Han medverkar i Grön storm och Där världen slutar.

## Övriga personer

### Thaddeus Valentine
Thadeus Valentine är ledaren. I filmen spelas han av Hugo Weaving.

### Katherine Valentine
Katherine Valentine dotter till Thaddeus. I filmen spelas hon av Leila George.